# Rut Brandt
Rut Hansen de Brandt (10 de enero de 1920 – 28 de julio de 2006) fue una escritora noruega-alemana, y esposa del canciller germano Willy Brandt entre 1948 a 1980, incluyendo la mayor parte de su carrera política como alcalde de Berlín (1957–1966) y canciller de Alemania (1969–1974). Rut se hizo muy popular en Alemania y una figura pública señalada en su papel como primera dama de Berlín, y cónyuge del canciller.

## Biografía
Aborigen de Hamar, Noruega, trabajando inicialmente en una panadería en Noruega, y luego como aprendiza de sastre. A los 16 años, se unió a un grupo de jóvenes socialistas, que llevó a cabo actividades políticas contra la ocupación alemana durante la Segunda Guerra Mundial. En 1942, huyó a Suecia con una de sus hermanas.
En Suecia, se casó con su amigo noruego, Ole Olstadt Bergaust, quien falleció en 1946. En 1944, Hansen se unió a Willy Brandt, más tarde canciller alemán, que había huido de Alemania. Después de la muerte de Bergaust, Brandt y Hansen se casaron en 1948.

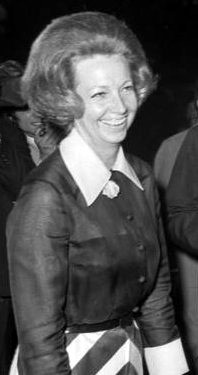
Rut Brandt (1970)

Cuando Willy Brandt se convirtió en canciller en 1969, Rut estaba a su lado como una muy exitosa y popular primera dama. Sin embargo, cuando en 1979 se descubrió que Brandt tuvo un romance con Brigitte Seebacher (más tarde su tercera esposa), Rut pidió el divorcio. Después del divorcio, concedido en 1980, Rut y Willy se fueron por sus lados. Cuando Brandt murió en 1992, Brigitte Seebacher-Brandt no permitió que Rut  asistiera al funeral - una decisión que no era aceptada por la población alemana.
Rut falleció en 2006 en Berlín, a los 86 años, por causas no reveladas.

## Familia
Willy y Rut tuvieron tres hijos:
- Peter Brandt (1948), historiador
- Lars Brandt (1951), escritor, director de cine, artista
- Matthias Brandt (1961), actor

## Algunas publicaciones
- Freundesland. Erinnerungen. (1992) ISBN 978-3-455-08443-6
- Wer an wen sein Herz verlor. Begegnungen und Erlebnisse. (2001) ISBN 978-3-471-79461-6